# Litoria impura
Litoria impura (Southern New Guinea treefrog) es una especie de anfibio anuro del género Litoria, de la familia Pelodryadidae. 

## Distribución geográfica
Es originaria de Papúa Nueva Guinea. Vive en el suroeste de la isla, debajo de 500 metros sobre el nivel del mar.